# Telewizory (budynek)
Telewizory – modernistyczny budynek mieszkalno-usługowy zlokalizowany w centrum Poznania, przy ul. Święty Marcin 51-57.
Obiekt zrealizowano w latach 1958-1960 w celu wypełnienia luki w zabudowie południowej pierzei ulicy (kilka wcześniejszych parcel). Powstał według projektu Jerzego Liśniewicza i Henryka Grochulskiego. W parterze mieścił duży i bardzo popularny w okresie PRL salon radiowo-telewizyjny, co dało asumpt nazwie całego budynku.
Elewacja determinowana jest równymi rzędami wykuszy mieszczących okna północnej ściany, co zapewnia lepsze doświetlenie wnętrz mieszkaniowych. Takie rozwiązanie nie było wówczas popularne w mieście i miało charakter pionierski. Skala całego obiektu doskonale wpisuje się w kontekst architektoniczny pierzei. Pod budynkiem przebiega ulica Garncarska, wyprowadzona prześwitem do Świętego Marcina.